# Geum meinshausenii
Geum meinshausenii är en rosväxtart som beskrevs av Gams.. Geum meinshausenii ingår i släktet nejlikrotsläktet, och familjen rosväxter. Inga underarter finns listade i Catalogue of Life.